# Supercupa Kazahstanului
Supercupa Kazahstanului (kazahă Қазақстан Суперкубогы) este competiția fotbalistică de supercupă din Kazahstan, disputată anual între campioana din Prima Ligă Kazahă și câștigătoarea Cupei Kazahstanului. Dacă aceeași echipă câștigă atât cupa cât și campionatul, atunci a doua participantă în supercupă va fi vice-campioana.
Ediția inaugurală a competiției a avut loc în 2008.

## Ediții
| Aktobe           | 2 – 0 | Tobol |
| ---------------- | ----- | ----- |
| Strukov 14', 88' |       |       |

| Aktobe                     | 2 – 0 | Atyrau |
| -------------------------- | ----- | ------ |
| Strukov 14' Averchenko 88' |       |        |

| Astana                 | 2 – 1 | Tobol         |
| ---------------------- | ----- | ------------- |
| Bugaiov 15', 60' (pen) | KFF   | Kislitsyn 54' |

| Ordabasy       | 1 – 0 | Shakhter |
| -------------- | ----- | -------- |
| Ashirbekov 58' | KFF   |          |

| Shakhter                                | 3 – 2 (d.p.) | Astana                       |
| --------------------------------------- | ------------ | ---------------------------- |
| Baizhanov 58' Paryvaew 58' Kukeyev 118' | Summary      | Kéthévoama 63' Ostapenko 90' |

## Performanțe după echipă
| Echipa   | Trofee | Finale | Anii trofeelor | Anii finalelor |
| -------- | ------ | ------ | -------------- | -------------- |
| Aktobe   | 2      | 0      | 2008, 2010     |                |
| Astana   | 1      | 1      | 2011           | 2013           |
| Shakhter | 1      | 1      | 2013           | 2012           |
| Ordabasy | 1      | 0      | 2012           |                |
| Tobol    | 0      | 2      |                | 2008, 2011     |
| Atyrau   | 0      | 1      |                | 2010           |